# تيتين

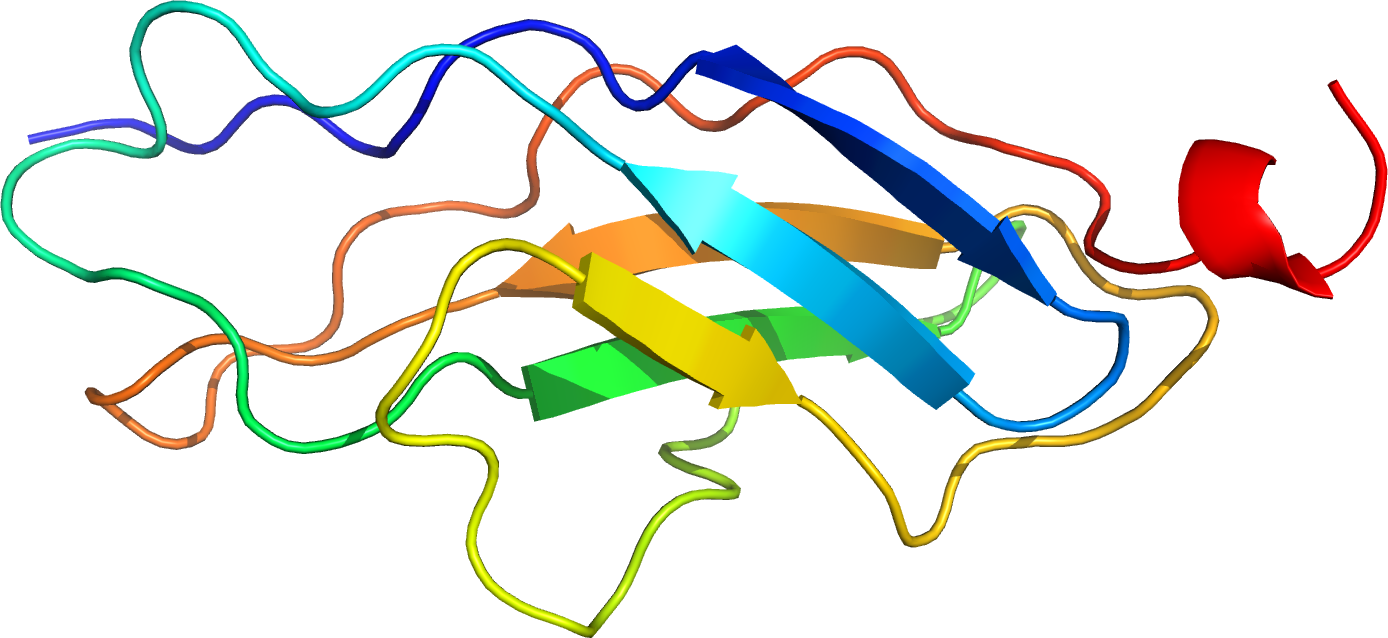

تيتين (بالإنجليزية: Titin) ويعرف أيضا باسم «كونيكتن» هو بروتين يتم تصنيعه في البشر من الجين TTN. التيتين هو بروتين عملاق يعمل كجزيء زنبركي (spring) مسؤول عن المرونة المُنفعلة في العضلات. يتألف التيتين من 244 نطاق بروتيني (Protein domain) مطوية بشكل فردي ومتصلة مع بعضها بواسطة سلاسل الببتيد. في حالة سكون العضلة تكون النطاقات البروتينية مطوية كل منها على حدة، بينما عند تمدد العضلة يزول طيها.
التيتين هو أكبر بروتين معروف حتى الآن. كما أن جين التيتين يحتوى على 363 إكسون وهو أكبر عدد من الإكسونات تم اكتشافه في الجين المفرد، وأيضاً يحوي على أطول أكسون مفرد (17,106bp).